# Ibis
Ibișii sunt un grup de păsări cu picioare lungi din familia Threskiornithidae, care trăiesc în zone umede, păduri și câmpii. Denumirea „ibis” derivă din cuvântul latin și grecesc pentru acest grup de păsări. Apare și în denumirea științifică al egretei de bovine  (Bubulcus ibis) identificat în mod eronat în 1757 ca fiind ibisul sacru.

## Descriere
Toți ibișii au ciocurile lungi și curbate în jos și, de obicei, se hrănesc în grup, căutând hrana în noroi, de obicei crustacee. Sunt păsări monogame și foarte teritoriale în timpul cuibăritului și al hrănirii. Majoritatea își fac cuiburile în copaci, adesea lângă lopătari sau stârci. Toate speciile existente sunt capabile de zbor, însă două genuri extincte au fost incapabile de zbor, și anume Apteribis în Insulele Hawaii și Xenicibis în Jamaica. Cuvântul ibis provine din latinescul ibis și din grecescul ἶβις ibis.
Ibișii au lungimea corpului între 50-110 cm, caractestica lor fiind ciocul încovoiat la vârf. Cu ajutorul ciocului își procură hrană din mâl, iar aripile mari le asigură ridicarea rapidă în aer.

## Distribuție și habitat
Ibișii locuiesc în zonele calde tropicale, subtropicale și temperate din întreaga lume. Habitatul tipic constă în malurile lacurilor sau râurile care curg lent, atât în peisaje deschise, cât și în păduri tropicale dense. Cu toate acestea, unele specii trăiesc și în stepe și savane. 

## Hrană
Cele mai multe specii consumă din mâl insecte acvatice, larvele acestora, crustacee mici și moluște, mai rar peștișori sau amfibii. Speciile care trăiesc în regiuni aride se hrănesc cu lăcuste, gândaci, păianjeni și melci, mai rar cu șopârle, șerpi sau șoareci.

## Specii
Există 28 de specii existente și 6 specii de ibis extincte.
| Imagine | Gen                               | Specie |
| ------- | --------------------------------- | --- |
|         | Threskiornis G.R. Gray, 1842      | - Ibis sacru african, Threskiornis aethiopicus - Ibis sacru malgaș, Threskiornis bernieri - Ibis alb australian, Threskiornis mollucca/moluccus - Ibis australian, Threskiornis spinicollis - †Ibis Réunion, Threskiornis solitarius (extinct) - Ibis cu cap negru, Threskiornis melanocephalus |
|         | Pseudibis Hodgson, 1844           | - Ibis negru, Pseudibis papillosa - Ibis cu umeri albi, Pseudibis davisoni - Ibis gigant, Thaumatibis gigantea |
|         | Geronticus Wagler, 1832           | - Ibis cu cap pleșuv nordic, Geronticus eremita - Ibis cu cap pleșuv sudic, Geronticus calvus |
|         | Nipponia Reichenbach, 1850        | - Ibis crestat, Nipponia nippon |
|         | Bostrychia G.R. Gray, 1847        | - Ibis măsliniu, Bostrychia olivacea - Ibis de São Tomé, Bostrychia bocagei - Ibis pătat, Bostrychia rara - Ibis hadada, Bostrychia hagedash - Ibis cu mărgele, Bostrychia carunculata |
|         | Theristicus Wagler, 1832          | - Ibis albastru, Theristicus caerulescens - Ibis cu gât alb, Theristicus caudatus - Ibis cu față neagră, Theristicus melanopis - Ibis andin, Theristicus branickii |
|         | Cercibis Wagler, 1832             | - Ibis cu coadă ascuțită, Cercibis oxycerca |
|         | Mesembrinibis J.L. Peters, 1930   | - Ibis verde, Mesembrinibis cayennensis |
|         | Phimosus Wagler, 1832             | - Ibis-întunecat, Phimosus infuscatus |
|         | Eudocimus Wagler, 1832            | - Ibis alb american, Eudocimus albus - Ibis roșu, Eudocimus ruber |
|         | Plegadis Kaup, 1829               | - Țigănuș, Plegadis falcinellus - Ibis cu față albă, Plegadis chihi - Ibis cu cioc îngust, Plegadis ridgwayi |
|         | Lophotibis L. Reichenbach, 1853   | - Ibis cu aripi albe, Lophotibis cristata |
|         | † Apteribis Olson & Wetmore, 1976 | - †A. glenos Olson & Wetmore, 1976 - †A. brevis Olson & James, 1991 |

## În cultură

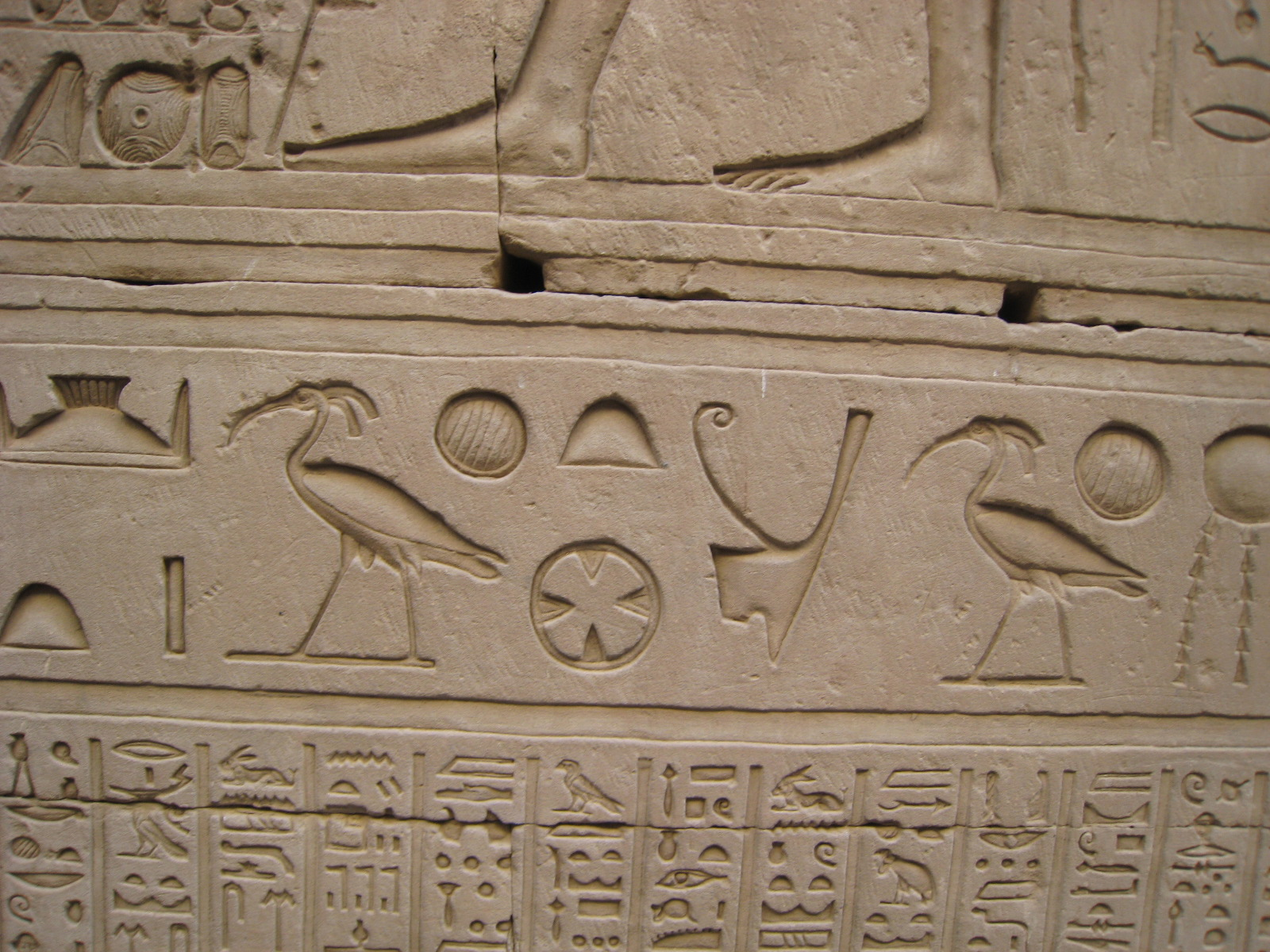
Ibisul cu cap pleșuv a reprezentat cuvântul „strălucire” în hieroglifele egiptene.

Se presupune că ibisul sacru african a fost un obiect al venerației religioase în Egiptul antic, în special asociat cu zeul egiptean al lunii, al aritmeticii, al vorbirii și inventatorul scrisului, Thot. În lucrările din perioada târzie a Egiptului antic, Thoth este descris în mod popular ca un om cu cap de ibis aflat în actul scrisului. Cu toate acestea, diversitatea mitogenomică a mumiilor de ibis sacru indică faptul că egiptenii antici au capturat păsările din sălbăticie, mai degrabă decât să le crească.
În orașul Hermopolis, ibișii erau crescuți special în scopuri de sacrificiu, iar în serapeum-ul de la Saqqara, arheologii au găsit mumii a unui milion și jumătate de ibiși și sute de mii de șoimi.
Totuși, presupunerea că ibisul sacru este pasărea venerată de vechii egipteni nu poate fi dovedită. De fapt, în Egiptul antic a trăit ibisul cu cap pleșuv nordic și abia mai târziu a fost de ibisul sacru.
Potrivit legendei locale din zona Birecik, ibisul cu cap pleșuv nordic a fost una dintre primele păsări pe care Noe le-a eliberat din Arcă ca simbol al fertilității, iar sentimentul religios persistent din Turcia a ajutat coloniile de acolo să supraviețuiască mult după dispariția speciei în Europa.
Mascota Universității din Miami este un ibis alb american numit Sebastian. Ibisul a fost selectat ca mascotă a școlii datorită curajului său legendar în timpul uraganelor. Potrivit legendei, ibisul este ultimul semn al faunei sălbatice care se adăpostește înainte de lovirea unui uragan și primul care reapare după ce a trecut furtuna.